# Сё Сицу
Сё Сицу (яп. 尚質, 1629–1668) — 10-й ван государства Рюкю (1648—1668).
Будучи четвёртым сыном Сё Хо, 8-го вана государства Рюкю, он в 1637 году, в возрасте восьми лет, получил титул принца Сасики и одноимённый магири в своё владение. В 1645 году в его владение перешёл магири Накагусуку, соответственно он сменил свой титул на принца Накагусуку.
В 1648 году Сё Сицу унаследовал титул вана Рюкю у своего брата Сё Кэна. Его правление пришлось на период восстаний и нестабильности в Китае, поскольку политические группы, оставшиеся верными павшей в 1644 году династии Мин, продолжали свою борьбу против новой власти династии Цин. Как минимум один раз рюкюские корабли, перевозившие дань, подверглись нападению пиратов или повстанцев, которые убили как минимум одного из рюкюских моряков и присвоили себе ценные предметы. Власти княжества Сацума объявили главного представителя этих повстанцев и его заместителя виновными и казнили их. Другой подобный инцидент был связан с нападением на окинавскую миссию на её пути в Пекин. Рюкюсцы тогда сумели отбиться от нападавших, а их лидер Хирата Тэнцу приобрёл славу национального героя.
Хотя изначально существовала некоторая неопределённость, особенно в Японии, относительно того, должно ли государство Рюкю поддерживать новую династию или повстанцев Мин, сёгунат Токугава оставил решение этого вопроса за Сацумой. Сё Тэй, старший сын Сё Сицу и впоследствии его преемник на посту вана, отправился в Пекин и представил в цинском суде официальную королевскую печать, данную государству Рюкю правителями из династии Мин. Там принцу была предоставлена новая королевская печать Рюкю, Сё Сицу был официально признан ваном Рюкю.
В последние годы правления Сё Сицу был проведён ряд важных реформ в его государстве. Самые главные из них были совершены по указанию или предложению Сё Сёкэна, назначенного в 1666 году сэссэем (должность, сравнимая с постом премьер-министра). Сё Сёкэн также составил по приказу Сё Сицу «Тюдзан Сэйкан» («Зеркало Тюдзан»), первую официальную историю Рюкю.
После своей смерти в 1668 году Сё Сицу был погребен в ванском мавзолее Тамаудун. Его трон унаследовал его старший сын Сё Тэй.